# Sonam Drakpa
Sonam Drakpa, en  tibetano: བསོད་ནམས་གྲགས་པ y según la transliteración Wylie: Bsod-Nams Grags-Pa (1359-1408), fue un regente del  Tíbet Central que gobernó entre 1381 y 1385. Perteneció a la dinastía Phagmodrupa, el régimen dirigente del Tíbet desde 1354 hasta 1435.

## Antigüedad como abad y regente
Sonam Drakpa era hijo de Rinchen Dorje, hermano del regente Jamyang Shakya Gyaltsen. A la edad de nueve años fue elevado a abad del monasterio de Tsethang y sucedió a su hermano mayor Drakpa Rinchen, segundo hijo de Rinchen Dorje, un hermano del regente precedente Jamyang Shakya Gyaltsen. Su madre era Zina Tashi Kyi. En 1381 tomó la dignidad de regente —desi— del Tíbet después de la abdicación de su otro hermano, Drakpa Changchub. Su breve gobierno fue considerado por los tibetanos como particularmente próspero, con excelentes cosechas. Por eso se le conocía como el «Rey Afortunado».

## Expulsado del poder
El  emperador de Hongwu de la dinastía Ming confirió el título de Guanding Guoshi a Sonam Drakpa, a quien en los anales de la dinastía se le llama Sonan Jiasibayi Jian Cangbu. El hecho de que la dinastía Ming tuviera una visión limitada de los asuntos tibetanos en ese momento se pone de manifiesto por la afirmación errónea de que Sonam Drakpa sucedió directamente a su tío Jamyang Shakya Gyaltsen. Sin embargo, los títulos chinos conferidos a varios señores tibetanos fueron evidentemente valorados ya que también se mencionan en las crónicas tibetanas. En 1385, Sonam Drakpa se vio obligado a abdicar de sus poderes políticos en circunstancias turbias. Otra rama de la familia tomó el poder apoyada por ciertos ministros y feudatarios. Sonam Drakpa envió una carta al emperador de Hongwu, afirmando que estaba enfermo y por lo tanto sugirió a su primo Drakpa Gyaltsen como su sucesor lo que fue aprobado por el emperador chino. El regente abdicado se retiró al monasterio Thel. En 1405 se convirtió en un kunpang, una persona que renuncia completamente al mundo. Tres años después murió.